# Keunekapel

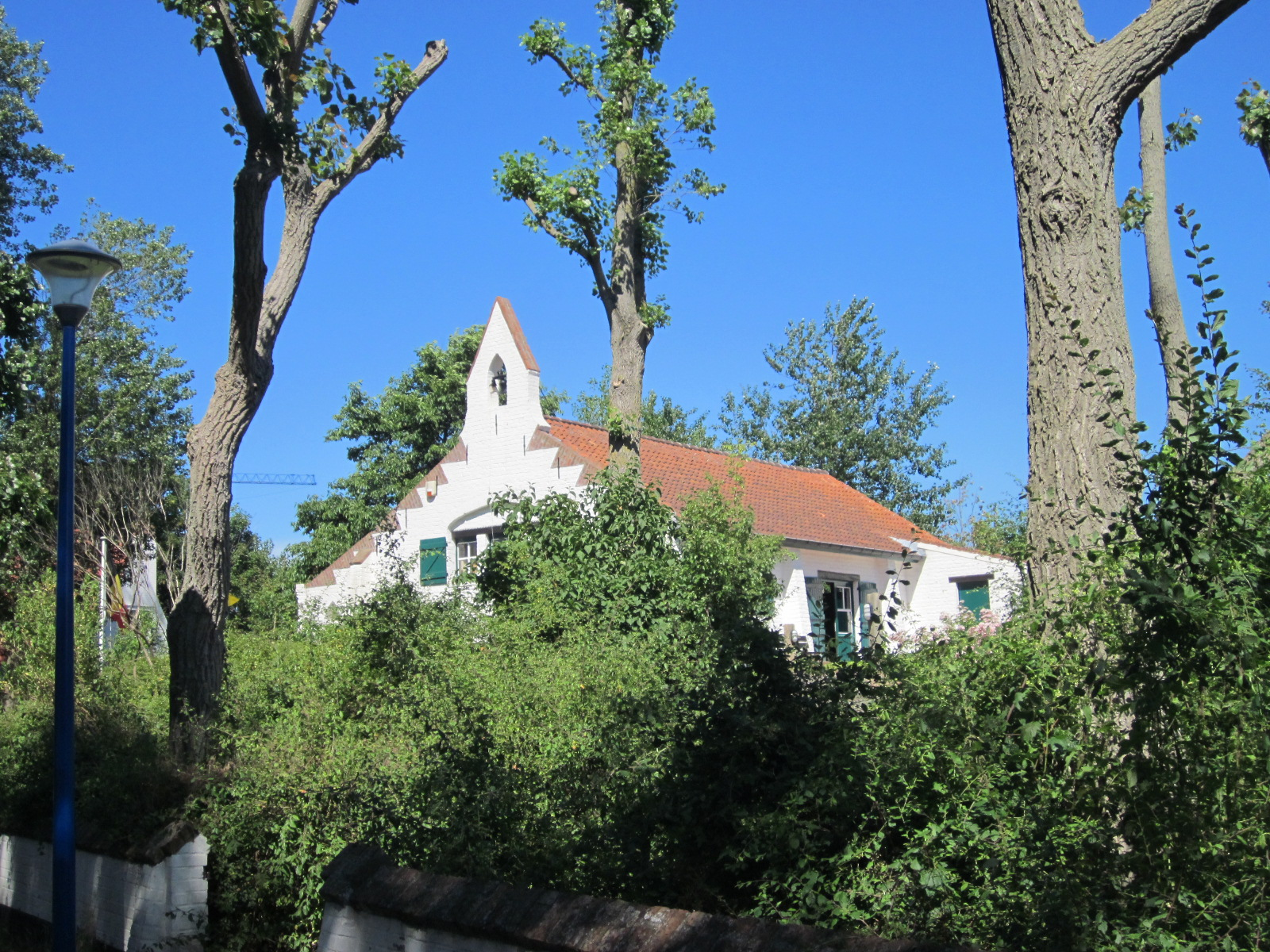
Keunekapel, Sint-Idesbald

De Keunekapel is een voormalige kapel, tegenwoordig tentoonstellingsruimte in de West-Vlaamse badplaats Sint-Idesbald. 
Bij Ministerieel Besluit van 07/11/1985 werd de Keunekapel een beschermd monument. 

## Geschiedenis
De Brusselse familie Lafosse bracht na de bouw van het Hotel des Dunes regelmatig haar vakantie door in Sint-Idesbald, waar ze een grote lap grond bezat. Een van hun zonen was priester en moest telkens een lange weg afleggen om naar de kerk te gaan in Koksijde-dorp.In 1906 besliste baron Lafosse daarom een kapel te bouwen, die volgens hem meteen een bloei van de badplaats zou teweegbrengen.
De Keunekapel werd gebouwd door architect Alfred Knein (die al een Brussels pakhuis voor de familie had ontworpen), zonder toelating van het bisdom. Ze werd ingewijd op 23 juli 1907 door de Veurnse deken Ostyn. In 1907 werd ze opengesteld voor de erediensten. Tijdens de Eerste Wereldoorlog kwamen er heel wat Nieuwpoortse vluchtelingen bidden. Doordat de kapel al in de jaren 30 te klein werd voor de vele kerkgangers en door de nieuwe Sint-Idesbalduskerk in de Strandlaan werd ze voor de erediensten gesloten in 1935. De kapel werd verkocht aan een kunstschilder en werd omgebouwd tot villa, zonder iets te wijzigen aan het buitenzicht. In 1980 kocht de gemeente Koksijde de “keunekapel” en werd er een tentoonstelling ingericht.

## Stijl
Het gebouw is een verankerd, witgekalkt bakstenen gebouw onder overkragend zadeldak en is geïnspireerd op bestaande vissershuisjes aan de Westkust, met bijvoorbeeld steunberen; Het duinenreliëf werd gerespecteerd. De inkom bevindt zich onder luifel en die gevel loopt uit op en vlak gehouden klokkentorentje.

## Benaming
De benaming is pas ontstaan na 1940. De duinen rondom de kapel waren een favoriete plek voor tal van ‘duinekonijntjes’, vandaar Keunekapel (Konijnenkapel). 

## Beeldentuin
In 2000 werd in de onmliggende tuin een beeldentuin ingericht met beelden van onder anderen Francine van Mieghem en Jan Dieusaert.